# Warton (Lancaster)
Warton – wieś w Anglii, w hrabstwie Lancashire, w dystrykcie Lancaster. Leży 84 km na północny zachód od miasta Manchester i 343 km na północny zachód od Londynu. W 2001 miejscowość liczyła 2315 mieszkańców.